# Laurent Véronnez
Laurent Véronnez (10 december 1978), ook wel bekend onder zijn pseudoniem Airwave, is een Belgische trance-dj, producer en labeleigenaar.

## Biografie
Laurent Véronnez was al op jonge leeftijd actief in de trance-wereld. In 1997 bracht deze Brusselaar zijn eerste producties uit op het label Bonzai Records, wat aanleiding gaf om met de beste artiesten van dat label te gaan samenwerken.
Sindsdien zette Véronnez een groot aantal producties op zijn naam (anno 2006 ruim 400), die hij onder verschillende pseudoniemen uitbracht. Hiervan is "Airwave" zonder twijfel zijn bekendste soloproject, en in 2000 besliste hij om ook plaatjes te gaan draaien onder dit alias. Zijn producties werden gedraaid door de bekendste dj's ter wereld, waaronder DJ Tiësto, Armin van Buuren, Paul Oakenfold, Ferry Corsten, Judge Jules, Sasha, John Digweed, Chris Fortier, Dave Seaman en Seb Fontaine.
Binnen de wereld van de dance muziek is Véronnez zeer veelzijdig. Hoewel hij zich tegenwoordig richt op progressive trance, kan hij dus evengoed kletterende techno als rustige chill out-producties verzorgen.
Dit alles, tezamen met de vele licenties die hij heeft verworven voor dancecompilaties zoals Global Underground, Gatecrasher, Ministry of Sound, Trance Nation, Godskitchen, en vele dj-compilaties (waaronder de Magik reeks van Tiësto of de Coldharbour Sessions van Markus Schulz), maakten van hem wereldwijd een van de meest gerespecteerde artiesten in de huidige clubscene.
De deur stond voor Véronnez al gauw open om samen te werken aan producties met andere grote namen binnen de dancewereld, onder wie M.I.K.E., Armin van Buuren, Tiësto, Markus Schulz, Above and Beyond en Andy Moor.
In 2001 kwam Airwaves dj-carrière definitief van de grond met verschillende optredens in de beste clubs in het Verenigd Koninkrijk en later in vele andere clubs wereldwijd. Kort daarna, op het einde van 2002, bracht hij zijn eerste Airwave album "I want to Believe" uit. Twee jaar later, in 2004, werd het album heruitgebracht in een dubbel-cd-versie.
De Belgische producer bracht in 2006 het album Trilogique uit. Elk schijfje van de driedubbelaar kende een eigen stijl, waaronder progressive trance, Breakbeat en Downtempo. Op 6 mei 2008 komt het nieuwe album van Véronnez uit, getiteld Touareg.
Na tien jaar werken aan zijn carrière als dj en producer is Véronnez inmiddels ook de mede-eigenaar geworden van het label Bonzai/Banshee Worx.

## Aliassen
Attack, Blue Velvet, Cloud 69, Cosmic Junkie, Green Martian (The), Indoctrinate, L-Vee, Larry Laffer, Laurent Véronnez, Lolo, Magnetix, Meridian, North Pole, Nova, Oddworld, PLG, Symphony Of Drums, V-One, V-Three, V-Two, Velvet Girl, Worf.

## Projecten
Antidote, B4, Body-Shock, Bunkerz, Cape Town, E.N.E.R.G.Y., Extended Mirror, Fire & Ice, Groove Syndicate, Lounge (The), Montera, Planisphere, Rebelgrooves, Red Sign, Squad, Ultra Vibe, Yamakasi

## Voetnoten
1. ↑  Airwave Discography at Discogs

- Bibliothèque nationale de France: cb144986612 (data)
- Gemeinsame Normdatei: 135457181
- International Standard Name Identifier: 0000 0000 5520 4757
- Library of Congress Control Number: no2011183456
- MusicBrainz: def65e2b-b632-4fef-a375-584ffe07dce9
- Virtual International Authority File: 22371985
- WorldCat: E39PBJtRJjB4C7b7XfWMBgYwYP